# Issiglio
Issiglio là một đô thị ở tỉnh Torino trong vùng Piedmont, có vị trí cách khoảng 45 km về phía bắc của Torino. Tại thời điểm ngày 31 tháng 12 năm 2004, đô thị này có dân số 414 người và diện tích là 5,6 km².
Issiglio giáp các đô thị: Castellamonte, Alice Superiore, Rueglio, Vistrorio, và Vidracco.